# Niels Krabbe
Niels Krabbe av Östergård, till Skillinge, född 4 november 1603 på Övedskloster, död 16 april 1663 på Belteberga i Landskrona, begravd i Helsingborg, var en dansk ämbetsinnehavare.

## Biografi
Niels Krabbe var son till Tage Krabbe av Östergård, till Rössjöholm (död 1612) och Sophie Friis (1576–1611), samt bror till Iver Krabbe. Han studerade i Viborg skola och tillbringade en tid hos biskop Jesper Rasmussen Brochmand. Därefter studerade han i Sorö skola och akademi, varefter han reste utomlands: 1622 i Wittenberg, 1624 i Orléans, 1625 i Bourges, 1626 i Padua där han fortfarande var konsiliarius 1627 för den germanska nationen, för att sedan fortsätta till Rom.
Krabbe tjänade i den spanska armén stationerad i Nederländerna tills Christian IV, under kejsarkriget, kallade hem sina undersåtar. Åren 1628–1630 var han kammarjunkare hos hertigen Ulrik (1611–1633), som han följde till Nederländerna 1629, 1630–1635. Mellan 1636 och 1637 förlänades han Laholm, 1637–1645 även Halmstad, 1646–1648 Kristianopel och 1648–1658 Sölvesborgs slott. 1647 blev han landskommissarie i Skåne. 1651 var han ledamot av den kommission som i Norge utredde Hannibal Sehesteds ämbetsutövning.
Under kriget 1657 var han generalkrigskommissarie för de skånska provinserna. Efter freden i Roskilde var han bosatt i Köpenhamn och under dess senare belägring skötte han mönstringen av trupperna och dess boende.
I september 1660 var Krabbe nominerad till nytt råd som Frederik III lät upprätta. Trots det undertecknade han inte överenskommelsen om införandet av autokrati i Danmark efter Fredrik III:s statskupp. Även om han tidigare vägrat att svära lydnad till den svenska kungen så ansåg han sig befriad från sina skyldigheter gentemot Danmark. I januari 1661 reste han till Skåne för att avlägga ed till den svenske kungen Karl XI. Senare sökte han genom den svenska regeringens ingripande befrielse för sina godsegendomar från nya skattepålagor. Han var ägare till Skillinge säteri i Munka-Ljungby socken, Bälteberga i Ottarp socken, Nakkebølle i Sallinge härad på Fyn, och Randrup i Middelsom härad på Jylland, samt hade 1645–1652 en andel i Sandholt i Sallinge härad vid Broby.
Niels Krabbe var dansk länsherre för Halmstads län mellan 1637 och 1645. Efter freden i Brömsebro 1645 fick han i uppdrag att verkställa överlämningen av Halmstads län till Sveriges krona. Den 16 september 1645 överlämnades Halland till en svensk trupp ledd av den förste svenske guvernören Casper Otto Sperling.
Niels Krabbe flyttade därefter med sin familj till Kristianopel. Senare innehade han flera uppdrag för den danska kronan. När Skåne förlorades till Sverige 1658 återvände han till Köpenhamn, där han dog 1663 vid en ålder av 60 år.

## Familj
Niels Krabbe var gift 1:a gången 4 oktober 1635 i Odense med Lisbet Rud (1608–1649), 2:a gången 27 juni 1652 med Mette Bille (1630–1657), 3:e gången 14 september 1660 i Köpenhamn med Mette Rosenkrantz (1624–1683). Han var bror till Iver Krabbe (1602–1666).